# Euphaedra ansorgei
Euphaedra ansorgei är en fjärilsart som beskrevs av Rothschild 1918. Euphaedra ansorgei ingår i släktet Euphaedra och familjen praktfjärilar. Inga underarter finns listade i Catalogue of Life.